# MTV Unplugged in New York
MTV Unplugged in New York е лайв албум на американската гръндж група Нирвана. Той е издаден през ноември 1994. Включва акустичен концерт в студиото на Сони Мюзик в Ню Йорк на 18 ноември 1993. Шоуто е организирано от Бет Макарти и е излъчено за пръв път по MTV на 16 декември 1993. Албумът печели Грами награда за най-добър алтернативен музикален албум през 1996.
MTV Unplugged в Ню Йорк е първият албум на групата, издаден след смъртта на вокалиста и китарист Кърт Кобейн през април 1994. Той е акламиран от критиците като доказателство, че групата е успяла да излезе извън гръндж звученето, с което винаги е асоциирана.
Също така албумът е смятан за едно от техните най-паметни изпълнения на живо.

## Трак листа
1. „About a Girl“ (Кобейн) – 3:37
2. „Come as You Are“ (Кобейн) – 4:13
3. „Jesus Doesn't Want Me for a Sunbeam“ (кавър на Кели/Макки; The Vaselines) – 4:37
4. „The Man Who Sold the World“ (кавър на Дейвид Бауи) – 4:20
5. „Pennyroyal Tea“ (Кобейн) – 3:40
6. „Dumb“ (Кобейн) – 2:52
7. „Polly“ (Кобейн/Нирвана) – 3:16
8. „On a Plain“ (Кобейн/Нирвана) – 3:44
9. „Something in the Way“ (Кобейн/Нирвана) – 4:01
10. „Plateau“ (кавър на Kirkwood; Meat Puppets) – 3:38
11. „Oh Me“ (кавър на Kirkwood; Meat Puppets) – 3:26
12. „Lake of Fire“ (кавър на Kirkwood; Meat Puppets) – 2:55
13. „All Apologies“ (Кобейн) – 4:23
14. „Where Did You Sleep Last Night“ (традиционна американска песен с аранжимент на Лидбели) – 5:08

## Чартове на албума
| Година | Албум                     | Чарт                                | Позиция |
| ------ | ------------------------- | ----------------------------------- | ------- |
| 1994   | MTV Unplugged in New York | Billboard Top 200                   | No. 1   |
| 1994   | MTV Unplugged in New York | Британски официален абумен чарт     | No. 1   |
| 1994   | MTV Unplugged in New York | Австрийски официален абумен чарт    | No. 1   |
| 1994   | MTV Unplugged in New York | Новозеландски официален абумен чарт | No. 1   |
| 1994   | MTV Unplugged in New York | Холандски официален абумен чарт     | No. 1   |
| 1994   | MTV Unplugged in New York | Австралийски официален абумен чарт  | No. 1   |
| 1994   | MTV Unplugged in New York | Испански официален абумен чарт      | No. 1   |
| 1994   | MTV Unplugged in New York | Шведски официален абумен чарт       | No. 2   |
| 1994   | MTV Unplugged in New York | Швейцарски официален абумен чарт    | No. 3   |
| 1994   | MTV Unplugged in New York | Финландски официален абумен чарт    | No. 3   |
| 1994   | MTV Unplugged in New York | Норвежки официален абумен чарт      | No. 6   |
| 1994   | MTV Unplugged in New York | Немски официален абумен чарт        | No. 6   |
| 1994   | MTV Unplugged in New York | Унгарски официален абумен чарт      | No. 9   |
| 1994   | MTV Unplugged in New York | Италиански официален абумен чарт    | No. 16  |
| 1994   | MTV Unplugged in New York | Японски официален абумен чарт       | No. 20  |

## Синглите в чартовете
Singles Charts
| Година | Сингъл         | Чарт                               | Позиция |
| ------ | -------------- | ---------------------------------- | ------- |
| 1994   | „About a Girl“ | Австралийски официален сингъл чарт | No. 4   |
| 1994   | „About a Girl“ | Финландски официален сингъл чарт   | No. 8   |
| 1994   | „About a Girl“ | Белгийски официален сингъл чарт    | No. 13  |
| 1994   | „About a Girl“ | Шведски официален сингъл чарт      | No. 20  |
| 1994   | „About a Girl“ | Италиански официален сингъл чарт   | No. 20  |
| 1994   | „About a Girl“ | Френски официален сингъл чарт      | No. 23  |
| 1994   | „About a Girl“ | Холандски официален сингъл чарт    | No. 22  |

## Права
- Нирвана – продуцент
  - Кърт Кобейн – вокалист, китара
  - Пат Смиър – китара
  - Крис Новоселич – бас китара, китара, акордеон при „Jesus Doesn't Want Me for a Sunbeam“.
  - Дейв Грол – барабани, беквокалист, бас китара при „Jesus Doesn't Want Me for a Sunbeam“.
- Алекс Колети – продуцент
- Скот Лит – продуцент
- Стивън Маркусен – мастеринг
- Крис Къркууд – бас китара, беквокалист
- Кърт Къркууд – китара
- Лори Голдстън – чело
- Робърт Фишер – арт дирекция, дизайн
- Франк Мичелота – фотография